# Ron Francis
Ronald Michael Francis, detto Ron (Sault Sainte Marie, 1º marzo 1963), è un ex hockeista su ghiaccio e dirigente sportivo canadese, general manager dei Seattle Kraken della NHL che hanno iniziato a giocare nella stagione 2021.

## Biografia
Nel corso della sua carriera ha giocato con Sault Ste. Marie Greyhounds (1980-1982), Hartford Whalers (1981-1991), Pittsburgh Penguins (1991-1998), Carolina Hurricanes (1998-2004) e Toronto Maple Leafs (2003/2004).
Ha vinto il Frank J. Selke Trophy nel 1995, il Lady Byng Memorial Trophy nel 1995, nel 1998 e nel 2002. Si è aggiudicato il King Clancy Memorial Trophy nel 2002.
Nel 2007 è stato inserito nella Hockey Hall of Fame.